# Artemisia genipi
Artemisia genipi là một loài thực vật có hoa trong họ Cúc. Loài này được Weber ex Stechm. mô tả khoa học đầu tiên năm 1775.